# Unieście
Unieście (deutsch Nest) ist ein Fischerdorf und Seebad in der Stadt-und-Land-Gemeinde Mielno (Groß Möllen) in der polnischen Woiwodschaft Westpommern.

## Geographische Lage
Die Ortschaft liegt in Hinterpommern, auf der 500 bis 700 Meter breiten Nehrung zwischen dem Jamunder See (polnisch Jamno) und der Ostsee. Nachbarorte sind Mielno (Großmöllen) im Südwesten und Łazy (Laase) im Nordosten. Zu Fuß kann das Meer vom Dorf aus über breite Promenadenwege innerhalb von drei bis fünf Minuten erreicht werden.

## Geschichte

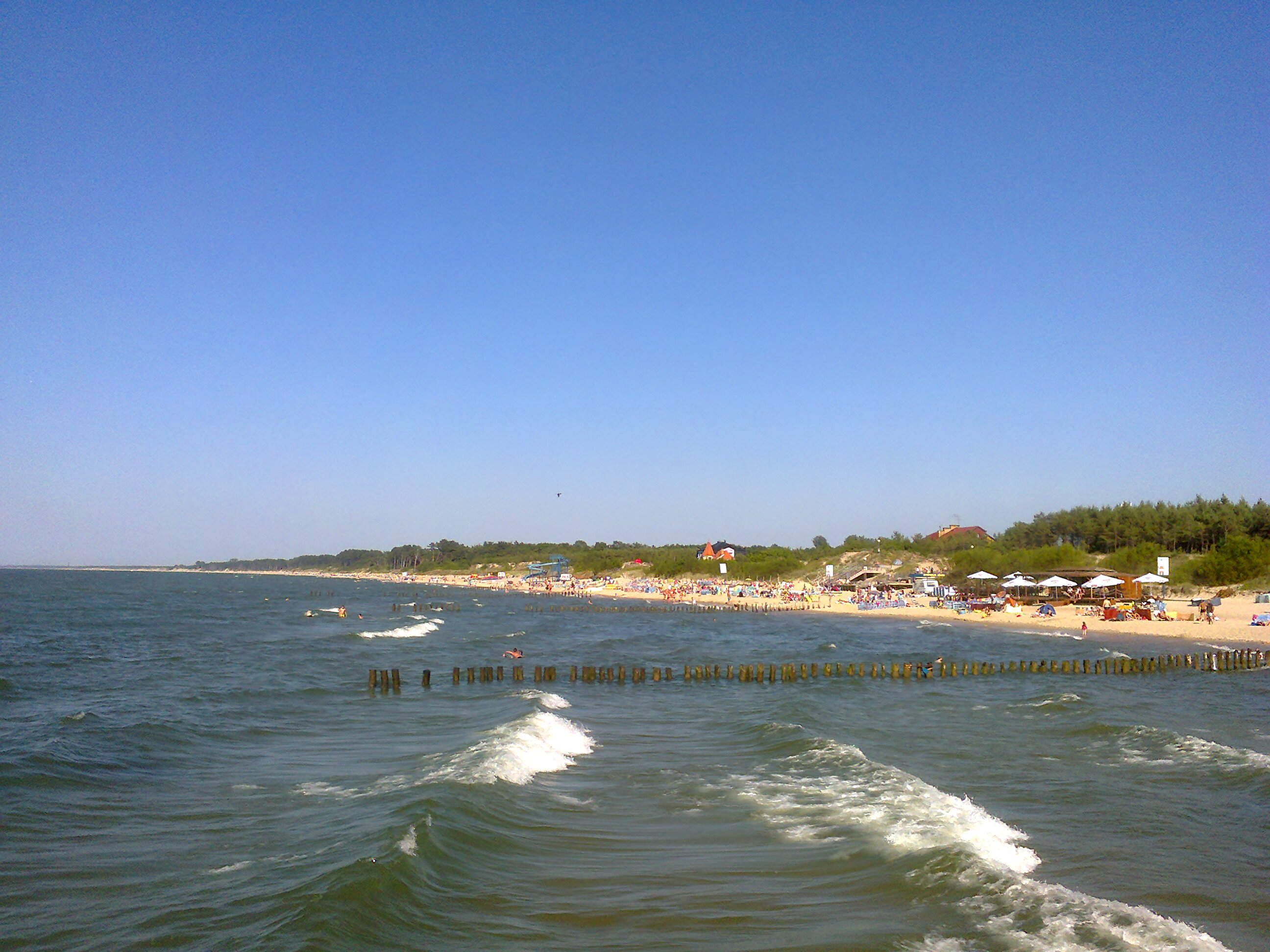
Strand

Das alte Fischerdorf Nest, das früher nahe am offenen Meer gelegen hatte, wurde im Jahr 1552 durch einen Sturm zerstört und danach näher am Jamunder See wieder neu aufgebaut. Der Ort   ist durch bis zu etwa 30 Meter ansteigende  Dünen vor Nord- und Nordostwinden geschützt. 1784 gab es in Nest 22 Fischer, einen Schulmeister und 24 Feuerstellen (Haushalte). Die Fischer betrieben Küsten- und Hochseefischerei auf der Ostsee und im Sommer auch Fischerei auf dem Jamunder See. Als Brennmaterial wurde Torf verwendet, der im Puddemdorfer Moor gestochen wurde.
Im 19. Jahrhundert wurde Nest auch als bescheidenes Seebad bekannt. 1910 gab es am Ort ein Hotel mit 23 Zimmern sowie Fremdenzimmer in Privathäusern. Nach dem Ersten Weltkrieg  standen den Badegästen zusätzlich drei Pensionen zur Verfügung (damals Ostseebad Nest, ab 1913 mit elektrischer Straßenbahn nach Köslin). Der Fischereihafen diente im Sommer auch als Yachthafen für Segelboote.
Während des Zweiten Weltkriegs war in Nest ein Fliegerhorst eingerichtet, auf dem Piloten für See-Kampfflugzeuge ausgebildet wurden.
Gegen Ende des Zweiten Weltkriegs geriet Nest im Frühjahr 1945 während der Kriegshandlungen in einen Kessel und wurde schließlich von der Roten Armee erobert. Anschließend wurde die Region – wie ganz Hinterpommern – unter polnische  Verwaltung gestellt. Der deutsche Ort Nest erhielt nun den polnischen Namen Unieście. In den Folgemonaten wurden die Alteinwohner aus Nest vertrieben.

### Bevölkerungsentwicklung
| Jahr | Einwohner | Anmerkungen                                   |
| ---- | --------- | --------------------------------------------- |
| 1908 | ca. 300   | 770 Badegäste                                 |
| 1923 | ca. 300   | 950 Badegäste                                 |
| 1925 | 398       | darunter 390 Evangelische und zwei Katholiken |
| 1933 | 388       | [ 5 ]                                         |
| 1939 | 884       | [ 5 ]                                         |

## Verkehr
Der Ort war von 1913 bis 1938 mit einer Straßenbahnlinie mit Köslin verbunden.

## Ortsansichten

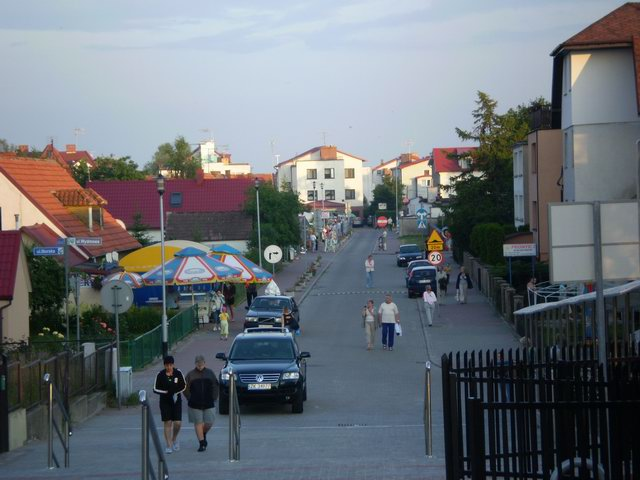
Dorfstraße
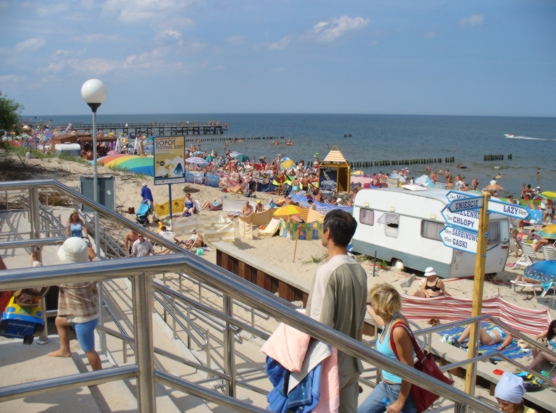
Badebetrieb
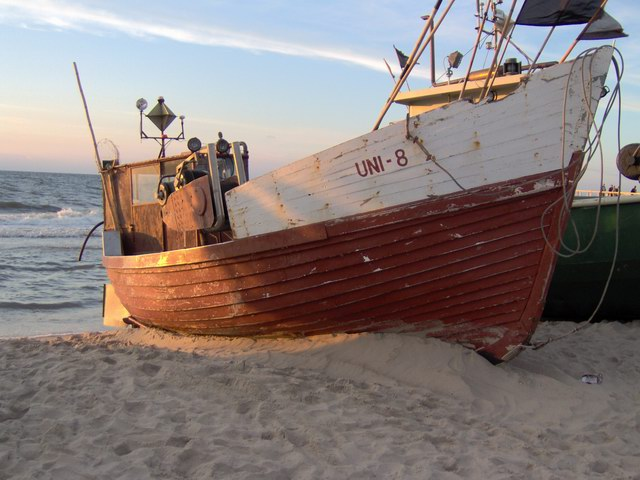
Fischerboot am Strand